# Dubona

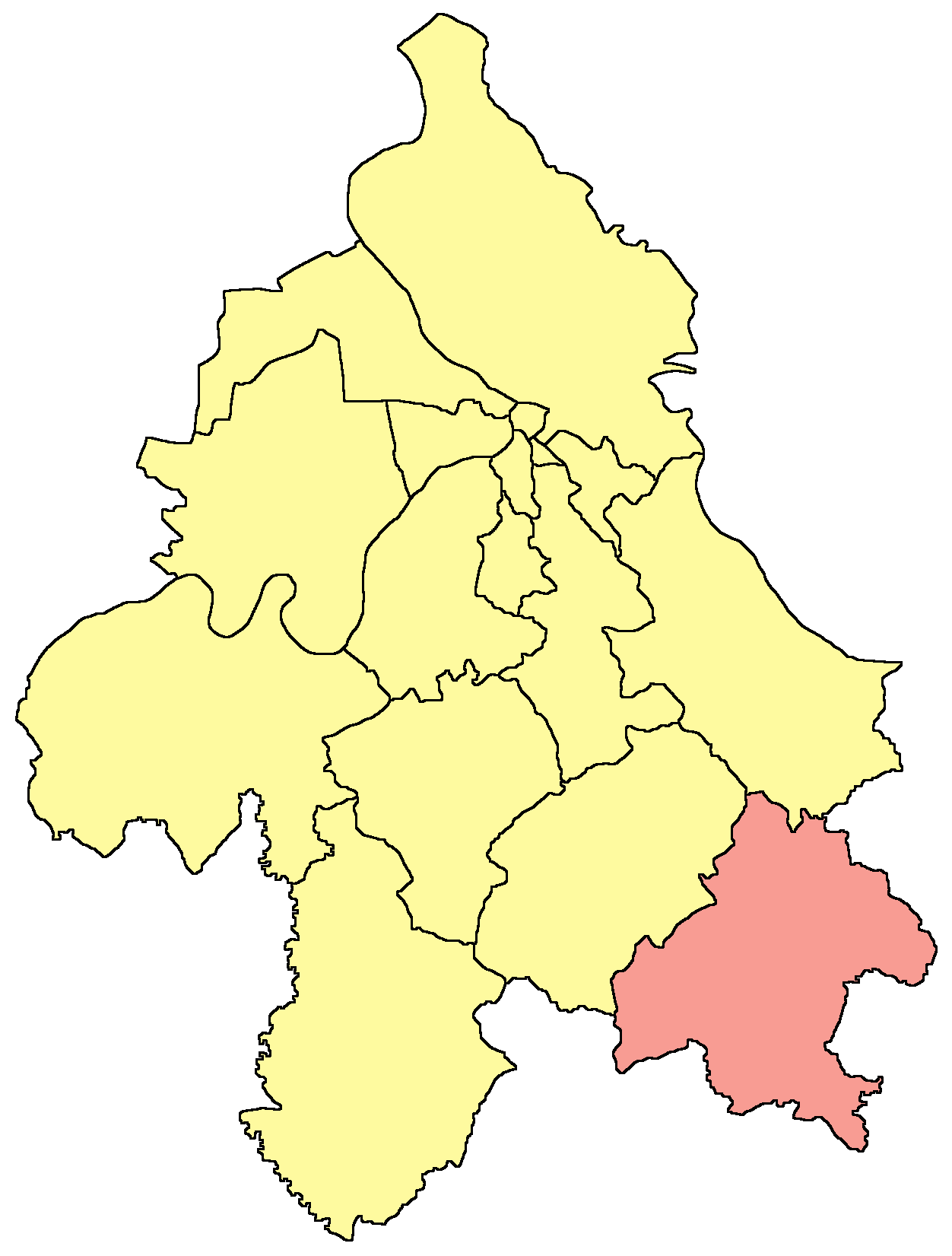
Localisation de la municipalité de Mladenovac dans la Ville de Belgrade

Dubona (en serbe cyrillique : Дубона) est un village de Serbie situé dans la municipalité de Mladenovac et sur le territoire de la Ville de Belgrade. Au recensement de 2011, il comptait 993 habitants.
Dubona est également connu sous le nom de Donja Dubona.

## Démographie
| 1948  | 1953  | 1961  | 1971  | 1981  | 1991  | 2002  | 2011 |
| ----- | ----- | ----- | ----- | ----- | ----- | ----- | ---- |
| 1 916 | 1 875 | 1 767 | 1 573 | 1 445 | 1 383 | 1 139 | 993  |

|  |